# Kampus Hybernská

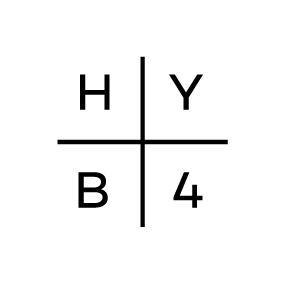
Logo Kampusu Hybernská

Kampus Hybernská je komplex domů a dvůr v Hybernské ulici v Praze. Jde o společný projekt Magistrátu hlavního města Prahy a Univerzity Karlovy, jehož cílem je vytvořit centrum kultury, inovací, vědy a vzdělávání. Je určen pro setkávání studentů, umělců, vědců, výzkumníků, kreativců a inovátorů s občanskou veřejností a aplikační sférou hlavního města Prahy.
Projekt Kampusu Hybernská je tvořen dvěma spolupracujícími subjekty - oddělení Kanceláře rektorky Univerzity Karlovy Hyb4City a zapsaným ústavem Kampus Hybernská.

## Historie objektu[2]
Jména Kampusu v proměnách staletí: Poustka – Ambrožův pivovar – Diblíkův pivovar – renthaus – U Desfourů – Desfourský dům – Dům U Nekmířských – Kampus Hybernská.

### Středověk
Před rokem 1348 vedla v místě dnešní Hybernské tzv. Horská silnice spojující Prahu s Kutnou Horou. Říkalo se zde také Na dlážděném neboli Dlážděná ulice, šlo o jednu z prvních dlážděných ulic v Praze, kterou se vjíždělo do města. Roku 1348 je Karlem IV. založeno Nové Město pražské. Hybernská je plánována jako reprezentativní ulice ve směru ke Kutné hoře, druhému nejvýznamnějšímu středověkému městu. Po vytyčení hradeb kolem Nového Města přestává být Hybernská okrajovou výpadovkou a stává se důležitou tepnou Nového Města s Horskou branou na jedné straně a Prašnou branou na druhé. Po jižní straně ulice v té době již existuje souvislá zástavba domů majetných sladovníků a pivovarníků. Horskou bránou a Dlážděnou ulicí tak zřejmě putovalo do města nejen vytěžené stříbro z Kutné Hory, ale také první studenti nově založené Karlovy univerzity. V roce 1355 Karel IV. zakládá kostel sv. Ambrože na Novém městě, podle nějž se dnešní Hybernská nazývala také ulicí Svatoambrožskou. Názvy ulic bývaly po staletí zvykovou záležitostí až do kodifikace uličních pojmenování a povinného označení ulic v r. 1787.
V 70. letech 14. stol. vznikly na místě dnešního Kampusu Hybernská dva středověké měšťanské domy, základ dnešního kampusového „sedmidomí“. V roce 1381 byla východní polovina parcely zastavěna pivovarnickým domem, z této doby zůstaly v objektu zachovány klenuté gotické sklepy.

### Renesance
V roce 1463 koupil dům král Jiří z Poděbrad, aby zde ubytovával svoje dvořany a sloužící, kteří se nevešli do nedalekého Králova dvora – dnes na tomto místě stojí Obecní dům – a byla zde také stáj pro královské koně. V pol. 16. století na místě dnešního Kampusu stával pivovar Brože (Ambrože), ve druhé polovině 16. století nazývaný dle majitelů, českých bratří, Diblíkův pivovar.

### Baroko
V roce 1629 přišli na pomoc s rekatolizací do kláštera sv. Josefa s kostelem Neposkvrněného Početí Panny Marie františkáni z Irska, podle místa původu nazýváni Hyberni (Irsko = Hibernia). Na místě jejich někdejších klášterních budov a zahrad, později kasáren, stojí dnešní Palladium na Náměstí Republiky. Podle Hybernů byla posléze pojmenována celá ulice. V letech 1663–1664 Hyberny a pražskou univerzitu propojila osobnost Bernardina Sanniga, františkánského generálního vikáře a zároveň profesora filozofie pražské univerzity. V 70. letech 18. století zde vznikl za vlastnictví Desfours-Adienville přestavbou čtyřkřídlý patrový barokní palác. Zadní křídlo bylo obráceno do rozsáhlé okrasné stromové zahrady. Na jihozápadním nároží byla situována polygonální věž s cibulovou střechou.

### Zahrady v barokním slohu
Do poloviny 18. století bylo v Praze založeno mnoho krásných zahrad v barokním slohu. Z bohatě vybavených interiérů mohla aristokracie nahlížet na terasy osázené okrasnými květinami a keři, obohacené množstvím plastik bujných tvarů. Oblíbenými květinami již od renesance byly růže, lilie a fialky, nové naopak karafiáty. Z bylinek byly upřednostňovány aromatické, např. šalvěj, majoránka a máta. Pokud jde o zahradu náležející k objektu dnešního Kampusu, je dokumentace velmi střídmá až žádná, na pohledovém plánu J. D. Hubera vidíme zřejmě spíše kresebné schema než realitu.

### Klasicismus[5]
Na počátku 19. století se oficiálně začíná užívat název ulice Hybernská. Mezi lety 1846 až 1862 byly budovy dnešního Kampusu klasicistně přestavěny podle plánů stavitele Johanna Heinricha Frenzela. Johann Heinrich Frenzel, též Jan David Frenzl, pocházel z rodiny pražského měšťana a truhláře. Vystudoval inženýrství na pražské polytechnice a zároveň techniku ve Vídni. Patřil k předním stavitelům pozdního klasicismu. Frenzelovy architektonické návrhy z roku 1846 zahrnovaly demolici pravého křídla přední části objektu a novou výstavbu navazující na přízemí původního objektu. Nová budova byla třípatrová, s visutými kamennými schody až na půdu, s pavlačemi do dvora na kamenných krakorcích s podrákosovanými fošnami, s oplechovanými přístřešky a se dvěma balkony na krakorcích vedoucích do ulice. Na dosud nezastavěném zahradním pozemku v zadní části byla postavena dvoupatrová novostavba s klenutými sklepy a konírnou v přízemí, v patrech s rákosovými stropy. Na každém patře byly dva záchody na spojovací pavlačí. Další novostavbou byla patrová kůlna spojená s výrobou likérů.

###### Salon kněžny Josefiny[6]
V roce 1842 palác zdědila Josefina, kněžna ze Schwarzenbergu, rozená Desfours, dcera Gabriely Vratislavové. Kněžna Josefína zde provozovala salon, tehdejší obdobu sociálních médií a neoficiálního celoživotního vzdělávání. Salon vždy vedla dáma a vedle hudebních produkcí zde probíhaly diskuse a polemiky na zájmová nebo konverzační témata. Salon formoval vkus a veřejné mínění. Zde se vynášela hodnocení uměleckých děl i filozofických proudů, favorizovaly se osobnosti veřejného života.

###### Likérka a rosolka
Kněžna Josefina palác prodala za 100 tisíc zlatých továrnímu výrobci likérů Gottfriedu Leonhardovi ze Saska. Hlavní budovu nechal Leonhard přestavět na krámy, ve dvoře vznikla likérka s výrobnou rosolky. Rosolka byla v 19. století jedním z nejpopulárnějších českých likérů. Základem receptury je dnes chráněná masožravá rostlina rosnatka okrouhlolistá, proto se dnes pravá rosolka již nevyrábí.

###### Turverein a Sokol
Podnikatel a výrobce likérů, Gottfried Leonhard, se ve svých třiapadesáti letech oženil s devatenáctiletou Marií Karolínou Zlobickou a dům v Hybernské čp. 998, dnešní Kampus, převedl na novomanželku jako svatební dar. Manželství trvalo pouze sedm let a Marie se brzy po jeho smrti provdala za úředníka Národní banky Ferdinanda Františka Fügnera. Jejím švagrem se stal Jindřich Fügner, budoucí zakladatel Sokola. Zřejmě z jeho iniciativy a pod jeho vlivem Marie požádala v roce 1861 o povolení ke stavbě skladištní budovy na pozemku zahrady, při kolaudaci však změnila účel stavby na tělocvičnu a je jisté, že tato stavba byla určena pro národní tělocvičný spolek Sokol, který její švagr v roce 1862 založil. Konspirativní způsob ohlášky stavby byl zřejmě zdůvodněný obavou z policejní perzekuce a nedůvěrou v ústavní svobody vyhlášené teprve před rokem. Tělocvična se však sokolovnou nikdy nestala, neboť Mariin manžel, spojnice se švagrem a jeho českými národními ideály, zemřel dva měsíce po kolaudaci stavby. Prostory zamýšlené tělocvičny zřejmě později v sedmdesátých letech využívala německá tělocvičná jednota Tunrverein.

### Konec 19. století, 20. století
Z roku 1880 se na zdi dnešního hudebního klubu pod vrstvami omítek a nátěrů zachoval nápis letopočtu. Zřejmě ze stejného období je ve stejných prostorách zřetelná kresba židovské postavy, na kterou někdo útočí holí. Mezi roky 1881 – 1882 byla velká část paláce adaptována na byty, přístup do dvora zůstal průjezdem, stejně jako je tomu dnes. Objekt však chátral i přes řadu stavebních úprav. byla zde skladiště, písárny, kvelby s výklady do ulice a železnými roletami a banka se směnárnou. V roce 1903 provádělo umělecké truhlářství Františka Jeníčka nové secesní obchodní portály. Roku 1907 byl dům napojen přes kameninové trubky na kanalizaci. V roce 1924 byl podle návrhu ing. architekta T. Pražáka a ing. architekta P. Moravce povolena nástavba čtvrtého patra na hlavní budově i v zadním dvoře. Od roku 1942 byl v hlavní budově zřízen pracovní úřad, přízemí bylo adaptováno na velkou úřední dvoranu s přepážkami a čekárnami.
V roce 1949 budovu přebrala pražská obec, v roce 1952 Ministerstvo vnitra. Z následující doby prakticky nejsou k dispozici prameny o stavební činnosti.

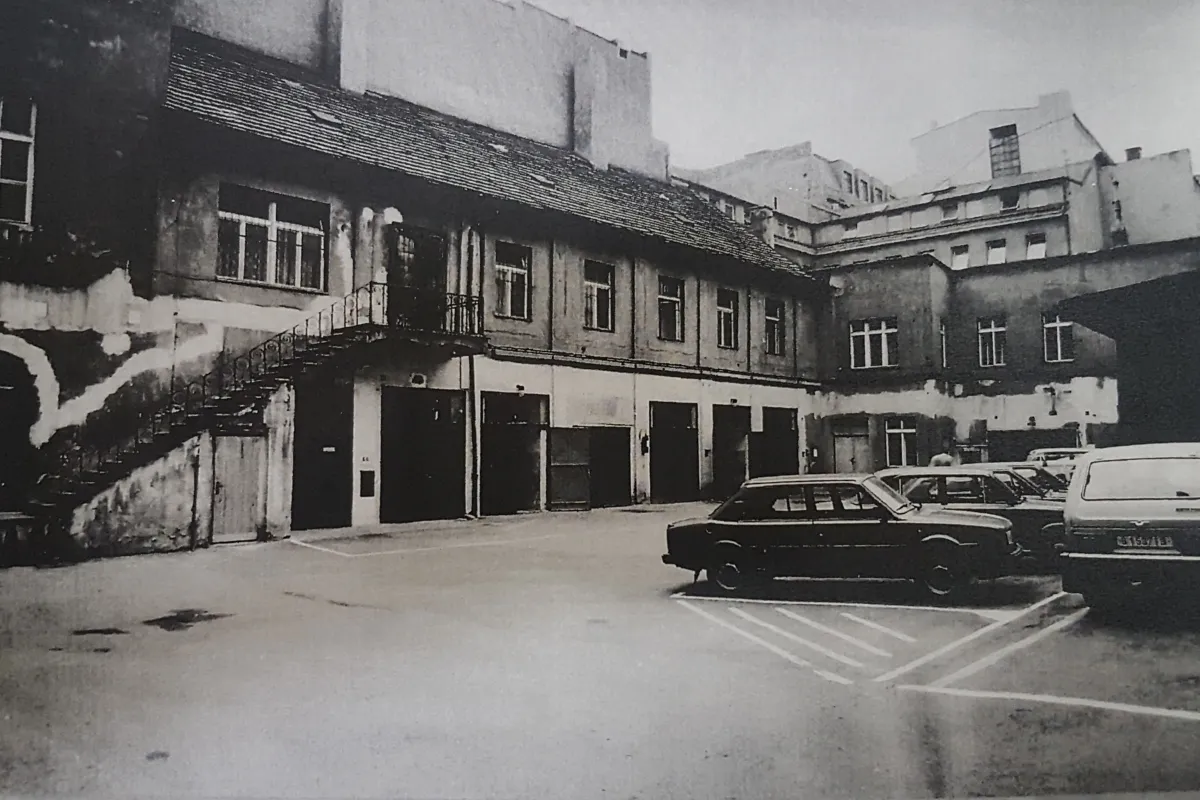
Historie Kampusu Hybernská

### Státní bezpečnost
Ihned po komunistickém převratu v roce 1948 byl objekt zabrán bezpečnostními složkami. V protokolech StB nejsou uváděny o výsleších žádné místní údaje, dít se tu tedy mohlo cokoliv. Na území Prahy, stejně jako v Hybernské ulici, byly desítky kanceláří bezpečnostního aparátu, výslechové místnosti, ubytovny, školicí střediska, konspirační byty, telefonní ústředny, vysílače, sklady a garáže. Od roku 1964 sídlí v objektu týlové organizace Ministerstva vnitra, konkrétně Hospodářský odbor, Zdravotní správa, Hlavní inspekce požární ochrany, Ústřední správa geodézie a kartografie a Vnitřní správa národních výborů. Výměra užívaných prostor činí 4 465 m². Celá Hybernská ulice je pro režim významnou politickou lokalitou. Dobové fotografie interiérů Ministerstva vnitra jsou vzácné, fotografovat se zde nesmělo. Kovová madla v prvním patře předního traktu pravděpodobně sloužila k připoutávání lidí čekajících na výslech. Jsou zachována v průchozí chodbě. Telefonní rozvodna je zachována v předním traktu, kabely byly propojeny přímo do Bartolomějské, centra StB s jeho operačním střediskem, kde se scházely všechny získávané informace. Odhlučněná zaizolovaná místnost (snad místnost zabezpečená proti odposlechu) je zachována v 1. patře zadního traktu.

### Památková ochrana
Od r. 1976 je objekt památkově chráněn. Na přelomu 80. a 90. let byla zrušena poslední pavlač na zadním průčelí budovy D.

### Po roce 1989
Od roku 1989 byly v objektu byty a kanceláře Ministerstva vnitra, především pracoviště centrální personifikace strojově čitelných dokladů. Od roku 2008 je objekt dnešního Kampusu v majetku Hlavního města Prahy. V roce 2012 se v objektu natáčel film Agnieszky Hollandové Hořící keř.

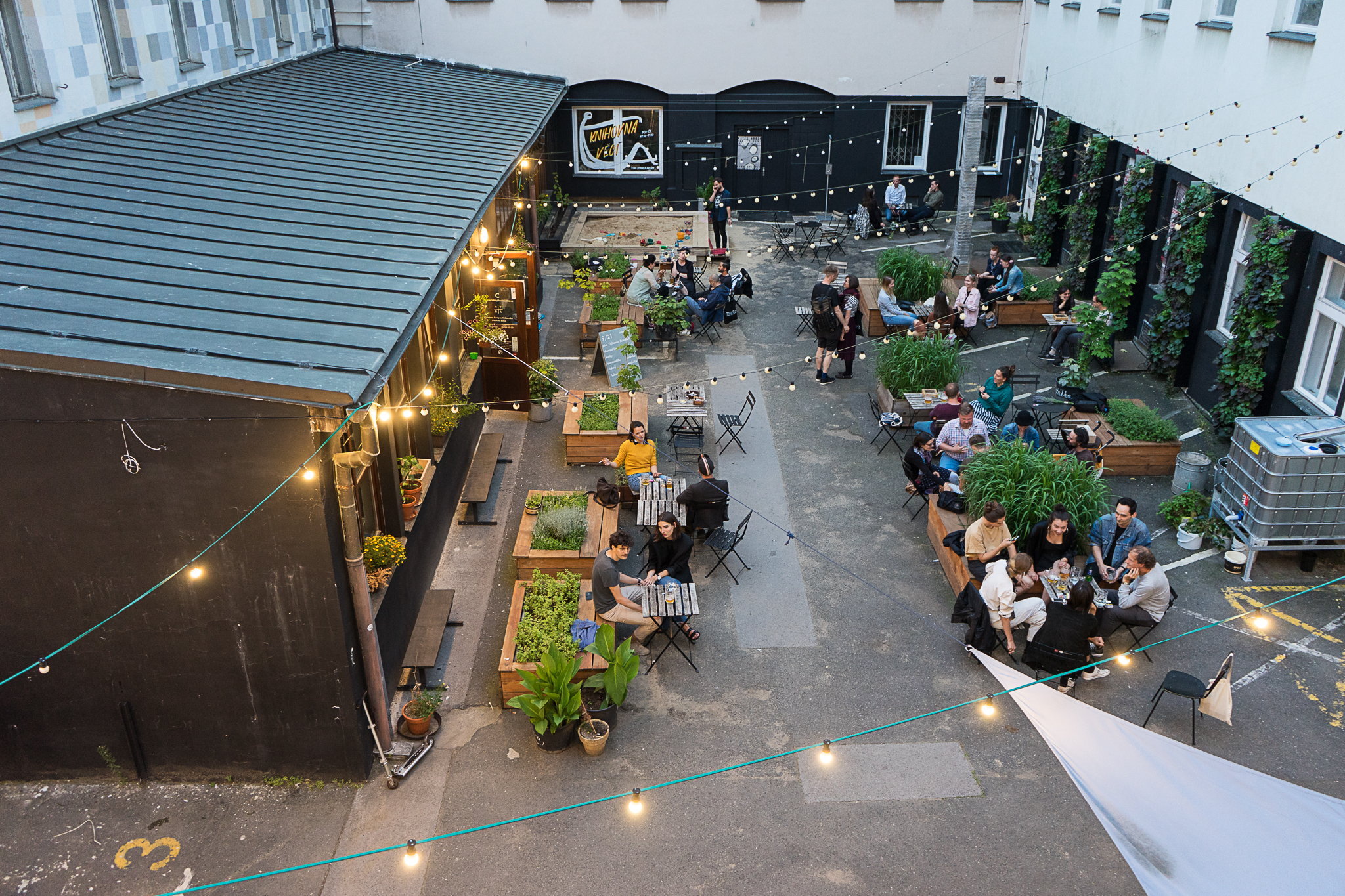
Kampus Hybernská

## Od roku 2015 - projekt Kampus Hybernská
Během roku 2015 probíhala první jednání a hledání vhodných prostor.
V září 2015 bylo uzavřeno Memorandum o spolupráci Univerzity Karlovy a Magistrátu Hlavního města Prahy k projektu Kampus Hybernská. Ve spolupráci s architekty ze studia Collcoll vznikl koncept nové městské infrastruktury – kurátorovaného veřejného prostoru. Projekt má dvě programové linie: bezprostřední oživení objektu projektem Hybernská ožívá! a postupnou rekonstrukcí objektu, aby mohl sloužit rozvoji univerzity i města.
V roce 2016 bylo podepsáno Memorandum projektu Kampus Hybernská.
V roce 2017 Hlavní město Praha poskytla Filozofické fakultě UK deset let nevyužívaný rozsáhlý komplex budov v Hybernské ulici. Magistrát hlavního města Prahy uvedl budovy do stavu, ve kterém bylo možné realizovat první aktivity. Byla zaváděna elektřina, topení, probíhaly rekonstrukční a adaptační práce.
10.-13. dubna 2017 festivalem Týden diverzity zahájilo prázdné sedmidomí v Hybernské 4 svoji proměnu v otevřený komunitní prostor, kde se bude stýkat veřejnost, akademici, studenti a umělci. Týden diverzity osobně zahajuje prof. Tomáš Zima, rektor Univerzity Karlovy.
V letech 2017-2018 byl realizován projekt Hybernská ožívá! Šlo o pilotní fázi oživení areálu. K dispozici byl již malý kinosál, ateliér, přednáškové místnosti, hudební klub s dílnou a nahrávacím studiem, Studentský dům, galerie, výstavní prostory, Knihovna věcí, provizorní kavárna, studio Wombat, dětský koutek a pískoviště, wi-fi.
Na jaře roku 2018 byl zahájen provoz Studentského domu, kde sídlí několik studentských spolků. Projekt nese náev Studentská Hybernská.
V roce 2018 proběhl festival LUSTR, výstava Pokoje, Design Week, rodí se filmový program Kampusu, divadelní dramaturgie a konají se další různé workshopy. V září 2018 je otevřena Cirkulární dílna, která ve spolupráci s Pražskými službami a odborem odpadů MHP opravuje a redistribuuje poškozený nábytek ze sběrných dvorů. Na její činnost navazují workshopy pro veřejnost.
V lednu 2021 přešel Kampus na základě nově uzavřeného partnerství s hlavním městem Prahou z péče Filozofické fakulty na celou Univerzitu Karlovu. Toto partnerství zahrnuje všechny fakulty a další univerzitní části, čímž se zvýšil inovační potenciál projektu a dál se utváří jeho interdisciplinární charakter. V lednu 2021 byl společně Hlavním městem Praha a Univerzitou Karlovou založen zapsaný ústav Kampus Hybernská.
V současnosti produkuje Kampus Hybernská různorodou škálu kulturních i vzdělávacích akcí, jako jsou přednášky, debaty, workshopy, koncerty i výstavy. Část programu je nabízena také v anglickém jazyce. Kromě zmiňovaných subjektů, jakými jsou Hyb4City, Kampus Hybernská z.ú., Studentská Hybernská a podcastové studio, sídlí v Kampusu Hybernská také množství univerzitních i mimouniverzitních rezidentů, mez nimi například: Institut cirkulární ekonomiky, Artivist Lab, Jan Čejka Gallery, prg.ai, Charles Games, Centrum péče o duši a další. 

## Kampus Hybernská z.ú.
Zapsaný ústav zaměřuje svoje aktivity v rámci kulturně-kreativního a komunitního dění a produkčně zajišťuje především koncerty, divadelní představení, autorská čtení, výstavy nebo festivaly. Svoje aktivity staví na pěti pilířích: školství, kultura, cirkulární ekonomika, občanské vzdělávání a odpovědný přístup k zacházení s veřejným majetkem.

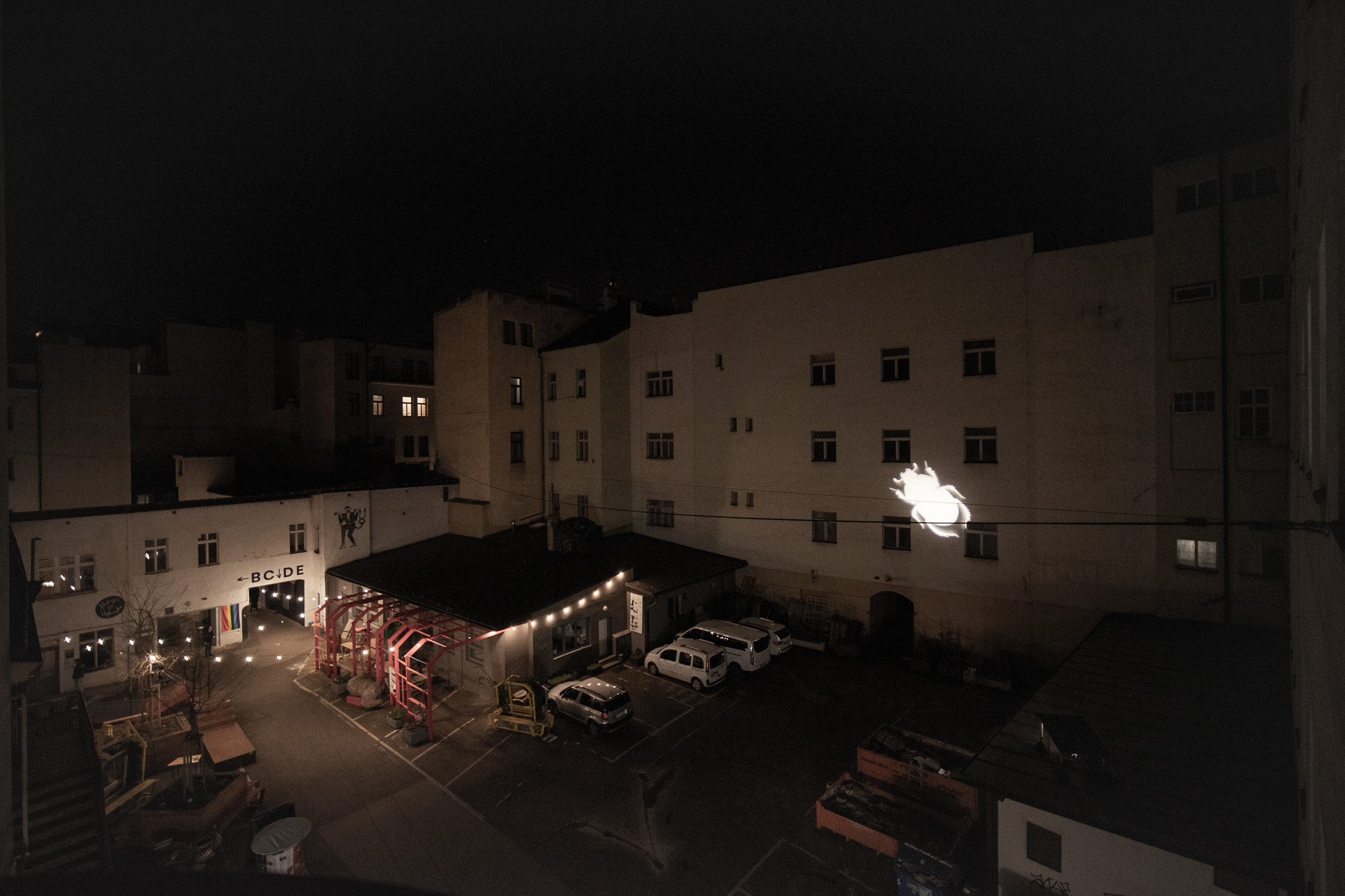
Kafkus Hybernská 2024

### Aktivity zapsaného ústavu
Mezi nejvýznamnější události začátku roku 2024 patří například projekt Kafkus Hybernská 2024, ta kterém mimo zapsaný ústav participovalo také Hyb4City, a který objekt Kampusu Hybernská na pět dní proměnil v laboratoř pátrající po podstatě Kafkova génia skrze panelové diskuze, hudební vystoupení, divadla, přednášky či performance. Mezi vystupujícími byl například oceňovaný divadelní soubor Das Thema nebo německá kapela Die Verwandlung. Projekt se stal součástí mezinárodní platformy Kafka2024.
Na jaře 2024 pak Kampus představil první ročník série akcí Sustain věnovaná hudbě a udržitelnosti. Téma bylo v rámci série reflektováno skrze živá vystoupení umělců, ale také prostřednictvím workshopů a panelových diskuzí. Udržitelnosti se pak věnovala také série HYB4 Swap, která nabídla několik celodenních swapovacích akcí zaměřených na různé produkty (např.: oblečení, knihy, květiny atd.)
Kampus Hybernská se také opakovaně zapojuje do Pražských festivalů jako Open House nebo Zažít město jinak. V roce 2025 se také poprvé zapojil do festivalu United Islands nebo Pražská muzejní noc.

### Programové sekce
Pravidelný kulturní program vzniká pod hlavičkou jednotlivých sekcí zapsaného ústavu.

###### HYB4 Hudba[11]
zajišťuje hudební program. Společně ji vedou Mikuláš Svoboda a Jakub Hřivna. V posledních letech představili v E.0 Sálu Kampusu Hybernská umělce a umělkyně jako jsou Sungazer, Amelie Siba, Kvietah, Fumar Mata nebo Marie April.

###### HYB4 Film[12]
zajišťuje filmové večery v rámci kterých Kampus Hybernská nabízí pravidelné projekce filmů, přednášky, debaty - ty se tematicky různí od rozborů děl jednotlivých režisérů po debaty o stavu současného filmového průmyslu v ČR. Mimo to sekce od roku 2024 pořádná také populární filmové pub kvízy.

###### HYB4 Čítárna[13]
Činnost literární sekce dlouhodobě zajišťuje redakce revue Prostor. Ve svém programu dává prostor jak začínajícím tak etablovaným spisovatelům a spisovatelkám, stejně jako básníkům a básnířkám.

###### HYB4 Galerie[14]

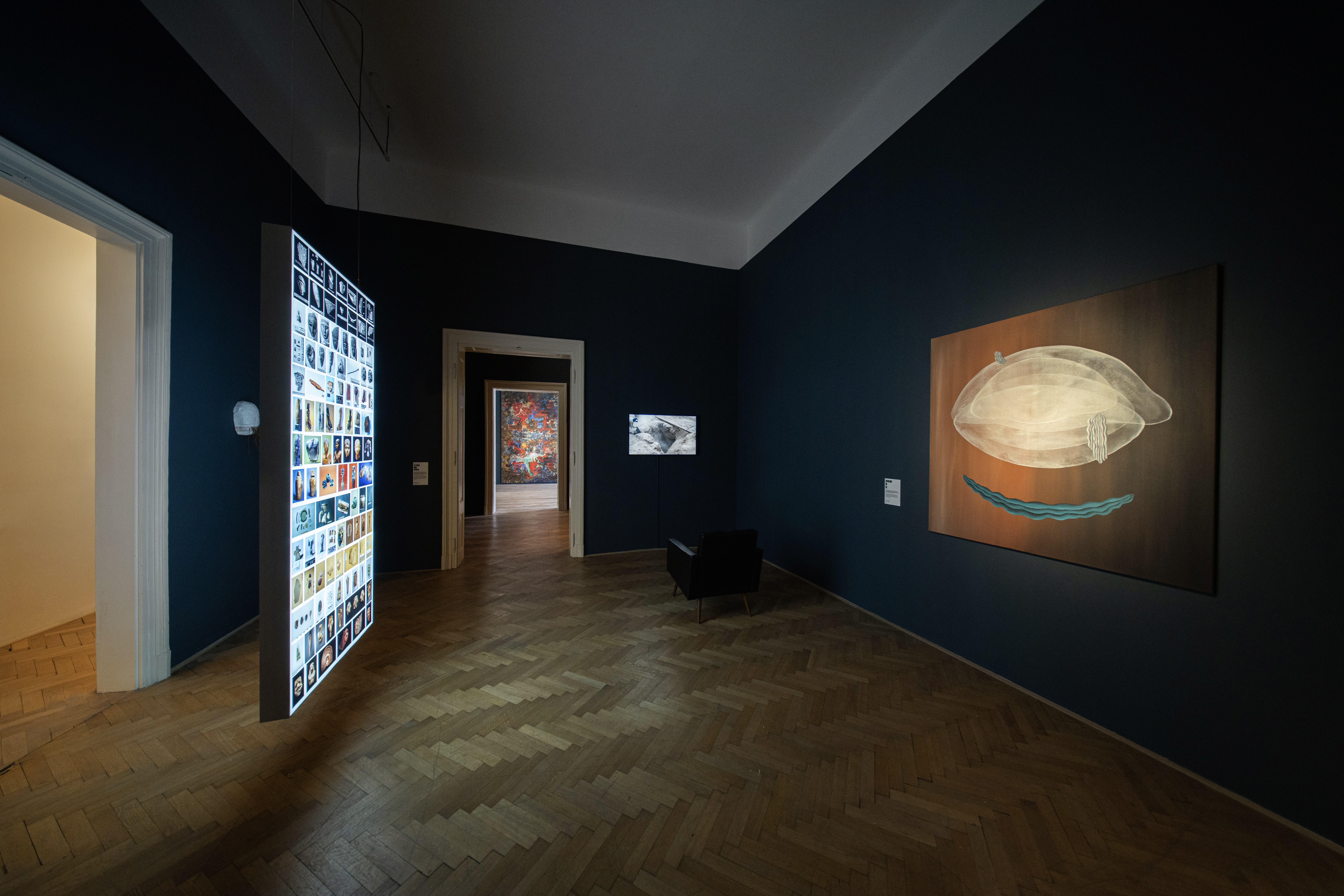
interiér výstavy Stvoření-Mýtus-Umění

Galerie Kampusu Hybernská zahájila svůj provoz v roce 2017. Od té doby rozšířila působnost na dva výstavní prostory prezentující kurátorský výběr tradičních i nových medií. V obou výstavních prostorech (A.1 HYB4 Galerie a C.0 HYB4 Galerie) prezentujeme práce jak etablovaných, tak i začínajících umělců a umělkyň.
Mezi projekty HYB4 Galerie byly například výstavy:
- Ostrov Knížák zaměřená na tvorbu Milana Knížáka (2022)
- Expanze jemných struktur Kateřiny Štenclové (2024)
- kolektivní výstava Moje boty, tvoje boty zaměřená na děje, události, vzpomínky a emoce utvářející paměť rodu, kterou doplnila také série doprovodných přednášek zaměřených na trauma (2024)
- Sama voda Kristýny Šormové (2024)
- výstava Vladimíra Skrepla: Esoterická pauza, která v HYB4 Galerii zahájila podzimní sezónu 2024
- Jiří Petrbok: Je těžké býti bohem (2024)
- Společný projekt Českého egyptologického ústavu Filozofické fakulty UK a Galerie Kampusu Hybernská Stvoření-Mýtus-Umění propojující staroegyptské texty a umění (2025)
- anonymní výstava Tvář (2025)
- "you don't know unless you try" umělce KW (2025)
- site-specific instalace Barbory Lepší: ugly (2025)Cirkulární dílna

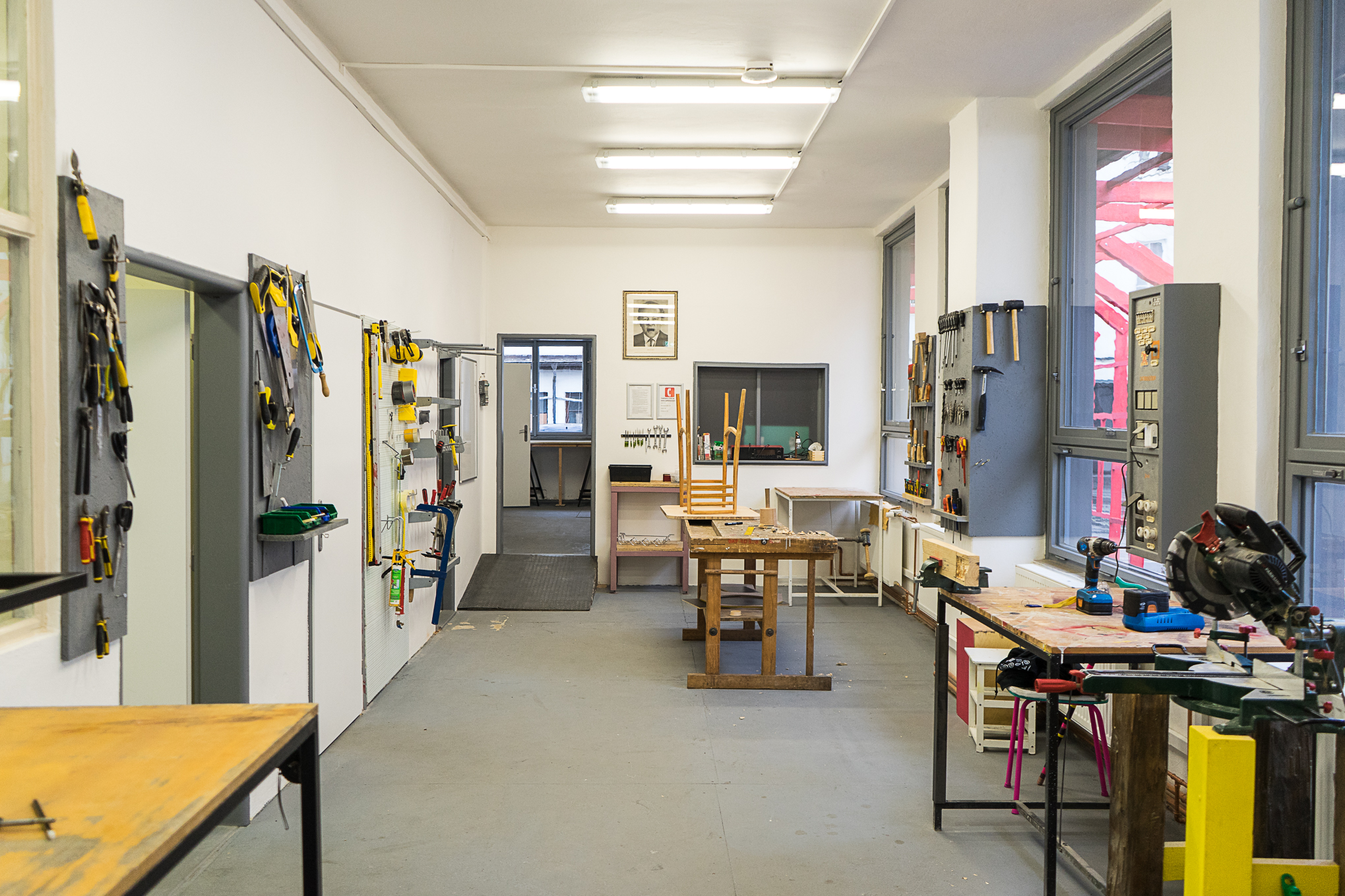
Cirkulární dílna

###### Cirkulární dílna[15]
Cirkulární dílna propojuje učení, komunitu, tvoření, umění a cirkulární ekonomiku. Zaměřuje se na tvůrčí či rukodělné workshopy, přičemž využívá především recyklované nebo upcyklované materiály. Cirkulární dílna každý měsíc nabízí řadu workshopů jak pro dospělé tak pro děti. Zároveň se stará o údržbu a renovaci vybavení prostor Kampusu Hybernská včetně Kavárny Kampus.

###### Kavárna Kampus[16]

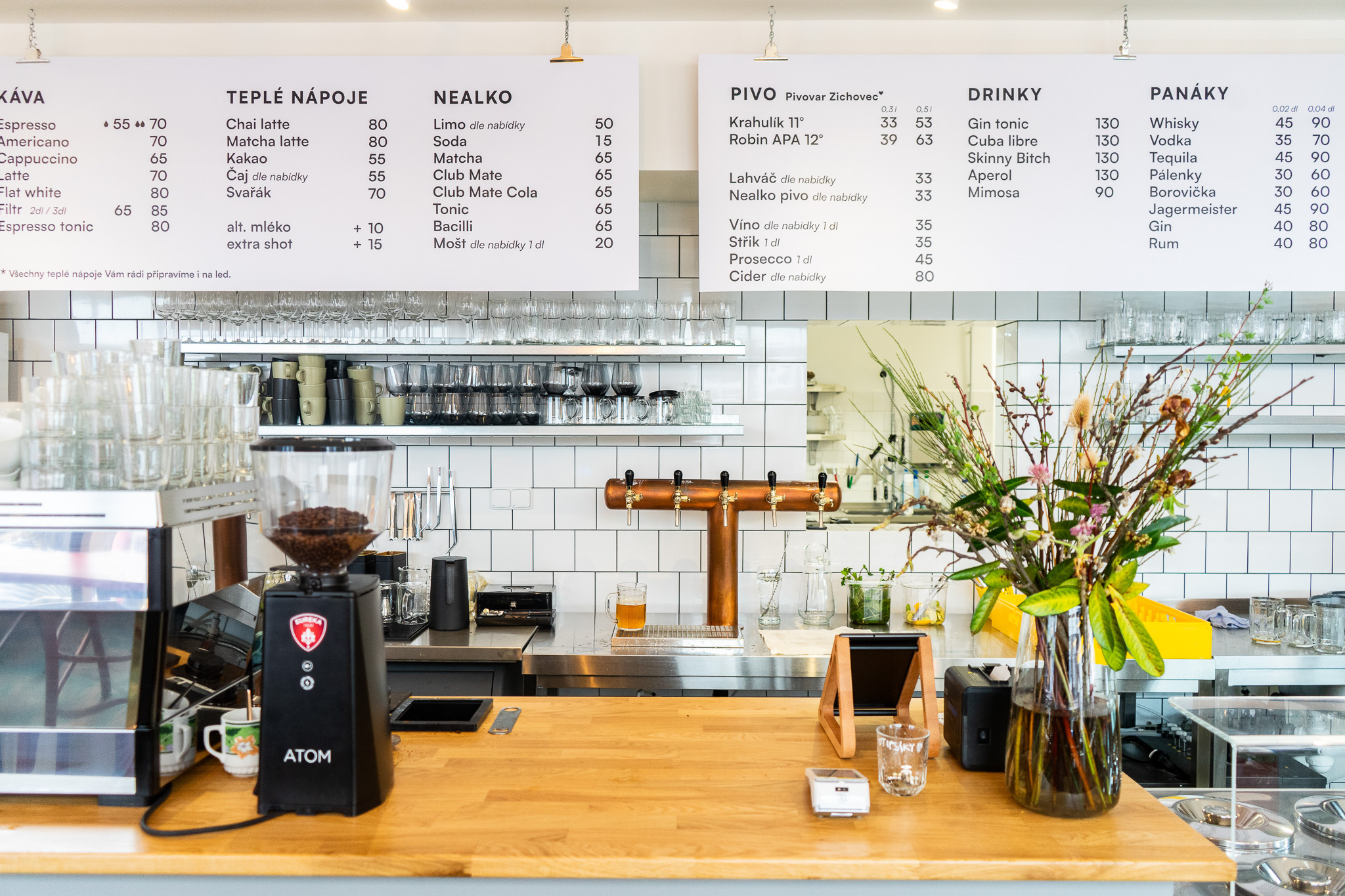
Kavárna Kampus

Od jara 2024 zajišťuje zapsaný ústav Kampus Hybernská také provoz kavárny nacházející se v areálu Kampusu. Kavárna prošla na začátku roku šetrnou a udržitelnou rekonstrukcí za využití recyklovaných kusů nábytku. Kavárna Kampus se snaží naplňovat praxi udržitelné gastronomie - kompostování, využívání šetrných čistících prostředků, omezení plýtvání jídlem nebo pestrý sortiment vegetariánských a veganských pokrmů.

## Studentská Hybernská
Součástí Kampusu Hybernská je studentský projekt, který dává možnost pořádat akce nejen studentským spolkům Univerzity Karlovy, ale taktéž studentům středních škol a jiných univerzit. Cílem iniciativy je propojování studentů napříč fakultami, školami a obory. Studentská Hybernská nabízí bezplatně kancelářská místa, která se jednou ročně soutěží v open-callu. Iniciativa zaštiťuje či pořádá řadu přednášek, workshopů, debat, výstav, promítání či koncertů.
Projekt od podzimu 2021 vedou Jakub Kos a Magdaléna Suchá, jeho součástí je šestnáct studentských spolků ve sdílených kancelářích a další zhruba dvě desítky studentských spolků, které spolupracují na programu. Témata, kterými se Studentská Hybernská zabývá, je politická a mediální gramotnost, změna klimatu, genderové a LGBTQ+ otázky, sociální témata a duševní zdraví. 

Nový projekt se věnuje umělé inteligenci ve vztahu k náboženství.